# سوکسینیک انیدرید
سوسینیک انیدرید (به انگلیسی: Succinic anhydride) یک ترکیب شیمیایی با شناسه پاب‌کم 7922 است. که جرم مولی آن 114.073 g/mol می‌باشد. شکل ظاهری این ترکیب، بلورهای سوزنی بی‌رنگ است.